# Языки Римской империи

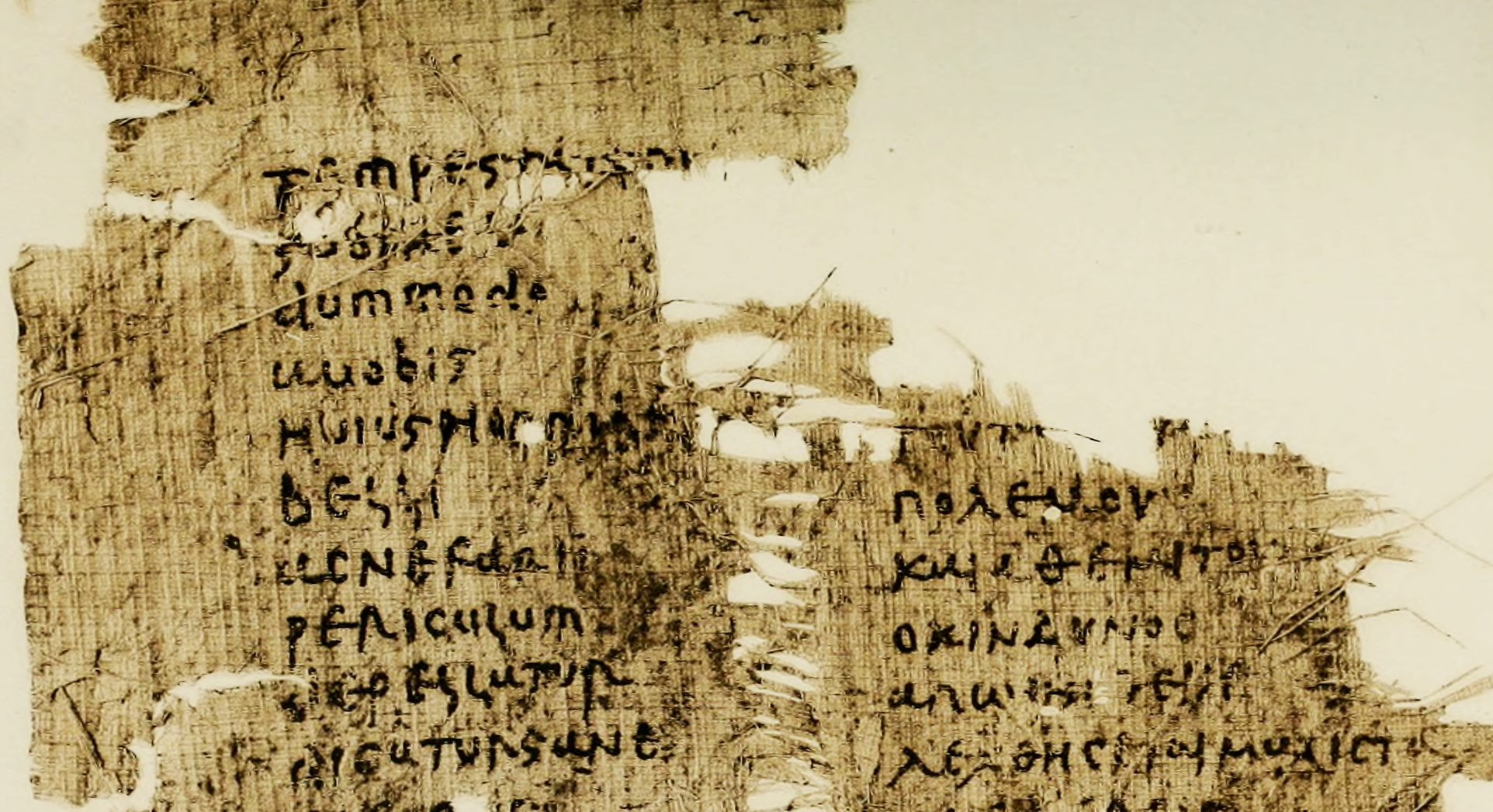
Папирус V века с параллельным греко-латинским текстом. Цицерон

Римская империя была многоязычным государством. Функции официальных языков в империи выполняли латынь и древнегреческий. Использование этих двух важнейших языков внутри империи было дифференцировано географически и функционально. В конечном счёте это привело к постепенному обособлению западной и восточной частей после 395 года. Во времена расцвета империи представители высших сословий стремились овладеть обоими официальными языками. Кроме этого, в империи имелись регионы с преобладанием различных автохтонных языков. Со временем часть из них была вытеснена официальными языками (кельтские языки Галлии, вытесненные латынью или автохтонные языки Анатолии, вытесненные греческим в Малой Азии). В повседневной жизни носители латинского и древнегреческого языков наиболее активно общались друг с другом на севере Балканского полуострова вдоль так называемой линии Иречека, а также на Сицилии и в Южной Италии.

## Языковая география
В целом, в период классической империи греческий язык, имевший древнюю письменную традицию, являлся важнейшей составляющей греческой идентичности. Языковые требования для желающих ассимилироваться в греческую среду поэтому изначально были очень высокими, что затрудняло не только ассимиляцию, но и аккультурацию негреков. В более молодой романской среде, напротив, языковые требования были менее жёсткими: здесь сначала происходил процесс аккультурации в виде усвоения римских нравов (mores), а языковая романизация была логическим его завершением, проходя как бы подспудно.
В западной части империи латынь стала важнейшим языком судопроизводства, образования, а затем и религии. В начале I века нашей эры Вергилий назвал латынь одним из фундаментов империи, а император Клавдий даже пытался ограничить греческое влияние, хотя насильственного насаждения латинского языка в том виде, в котором осуществляется современная языковая политика многих государств по отношению к их языковым меньшинствам, не было. Современные исследователи (Бруно Рошетт) склонны считать, что романизация была инициативой скорее не римских завоевателей, а завоёванного Римом населения, которое в значительной мере само определяло, выгодно ли им переходить на латинский язык или нет. Римское завоевание, таким образом, приводило не к моментальной ассимиляции, а к появлению сообществ, смешанных в языковом и этническом отношениях, в которых латынь долгое время употреблялась скорее как лингва франка. Автохтонные языки в этих сообществах сохранялись довольно долго, и тотальная романизация их населения произошла в средние века, когда никакой Римской империи уже не существовало. B силу римских военных экспедиций и активного смешения римских военных и колонистов с автохтонным населением народная латынь стремительно распространялась как родной язык вглубь континента, вытеснив многие местные языки. Эта ситуация способствовала распространению романоязычия в дальнейшем: в современном мире свыше 1 миллиарда человек разговаривает на романских языках. Исключением стали лишь окраинные Британия и Африка, где хорошо сохранились и местные языки (кельтский, берберский).

## Древнегреческий язык
В восточной же части, Pars Orientalis, похожие официальные функции взял на себя древнегреческий язык. Здесь латинский язык активно использовался только в качестве языка армии, подчинившей восток Риму. Из учебных заведений единственным латиноязычным учреждением восточной части была Бейрутская школа римского права. С другой стороны, согласно Цицерону, в римском сенате было разрешено выступать на греческом языке, в том числе и без переводчика.
Однако даже на востоке греки традиционно предпочитали селиться на островах и в прибрежных регионах Средиземноморья. Поэтому, несмотря на частичную эллинизацию автохтонных элит в период правления Александра Македонского, в восточной части империи с древнегреческим языком более чем успешно конкурировали многие древние региональные языки из глубин континента: арамейский, коптский, армянский. Эта ситуация предопределила упадок роли греческого языка в этом регионе в дальнейшем. Свой родной язык повсеместно в империи сохраняли евреи, ведь именно в период Римской империи сложилась огромная талмудическая литература на иврите.

## Великое переселение народов
С середины III в. в подунайских провинциях стали селиться кочевые и полукочевые готы, карпы, сарматы, тайфалы, вандалы, аланы, певки, бораны, бургунды, тервинги, гревтунги, герулы, гепиды, бастарны, затем гунны и славяне. Все они ещё более обогатили языковую картину поздней империи.